# أنطوني سورين
أنطوني سورين (29 يناير 1988 في الهند - ) هو لاعب كرة قدم هندي في مركز الوسط. لعب مع نادي إيست بنغال ونادي محمدان.

## روابط خارجية
- أنطوني سورين على موقع قاعدة بيانات كرة القدم.إي يو (الإنجليزية)
- أنطوني سورين على موقع Soccerway.com (الإنجليزية)